# Paulo Saldiva
Paulo Hilário Nascimento Saldiva (São Paulo, 12 de julho de 1954) é médico patologista, professor universitário e pesquisador brasileiro. Formou-se na Faculdade de Medicina da Universidade de São Paulo em 1977, onde atualmente é professor titular do Departamento de Patologia, desde 1996. Desenvolve pesquisas sobretudo nas áreas de fisiopatologia pulmonar e poluição atmosférica, analisando o impacto da qualidade do ar sobre a saúde da população. É membro do Comitê de Qualidade do ar da Organização Mundial de Saúde e pesquisador do Departamento de Saúde Ambiental da Universidade de Harvard, nos Estados Unidos. Organizou o livro "Saúde e Meio Ambiente: o desafio das metrópoles", lançado em 2011.
Paulo Saldiva presidiu a comissão que apura as denúncias de abuso sexual na USP em 2014, quando pediu desligamento da universidade devido ao seu descontentamento ao modo como a instituição se comportou em relação às denúncias feitas em casos de estupro durante festas promovidas pela Associação Atlética Acadêmica Oswaldo Cruz.
| “ | A faculdade [de medicina da USP] se comportou mal. Houve demora da congregação, ficaram na defensiva [sobre as denúncias de estupro das alunas]. Há uma crise de conduta, de valores. Cansei de engolir sapo. (...) A faculdade nunca fez nada. Como professor, sinto que falhei, não desempenhei meu papel. Todos os professores deveriam se sentir assim. Isso diz respeito a todos nós. | ” |

## Publicações
Dentre as suas publicações, pode-se citar:
- Saldiva, PH; King M, Delmonte VL, et. al (1992). «Respiratory alterations due to urban air pollution: an experimental study in rats.». Environ Res. 57 (1): 19-33. PMID 1371246
- Saldiva, PH; Pope CA 3rd, Schwartz J, et. al (1995). «Air pollution and mortality in elderly people: a time-series study in Sao Paulo, Brazil.». Arch Environ Health. 50 (2): 159-63. PMID 7786052
- Pereira, P; Saldiva PH, Sakae RS, et. al (1995). «Urban levels of air pollution increase lung responsiveness in rats.». Environ Res. 69 (2): 96-101. PMID 8608776
- Pereira, LA; Loomis D, Conceição GM, et. al (1998). «Association between air pollution and intrauterine mortality in São Paulo, Brazil.». Environ Health Perspect. 106 (6): 325-9. PMID 9618348